# Застава М59/66
Застава М59/66 — югославская винтовка, лицензионная копия советского самозарядного карабина Симонова.

## История
Оружие было принято на вооружение в качестве замены магазинных винтовок Застава М48. Производилось для Югославской Народной Армии с 1966 по 1972 годы, позднее было заменено в войсках автоматом Застава М70, но осталось на хранении.
В 2000е годы винтовки M59/66 начали продавать на экспорт, при этом значительное количество было продано в США и Канаду.

## Описание
В отличие от стандартного карабина Симонова, ствол у винтовки был удлинён и снабжён 22-мм ствольным гранатомётом M.60. Конструкция соединения газовой камеры со стволом также отличалась. В качестве прицелов могли использоваться стандартный механический прицел, специальная ночная мушка и откидной прицел для стрельбы оперённой гранатой.
На винтовке сохранен откидной клинковый штык СКС, однако удлинение ствола за счёт установки гранатомёта уменьшило длину лезвия в боевом положении по сравнению с СКС.

## Варианты и модификации

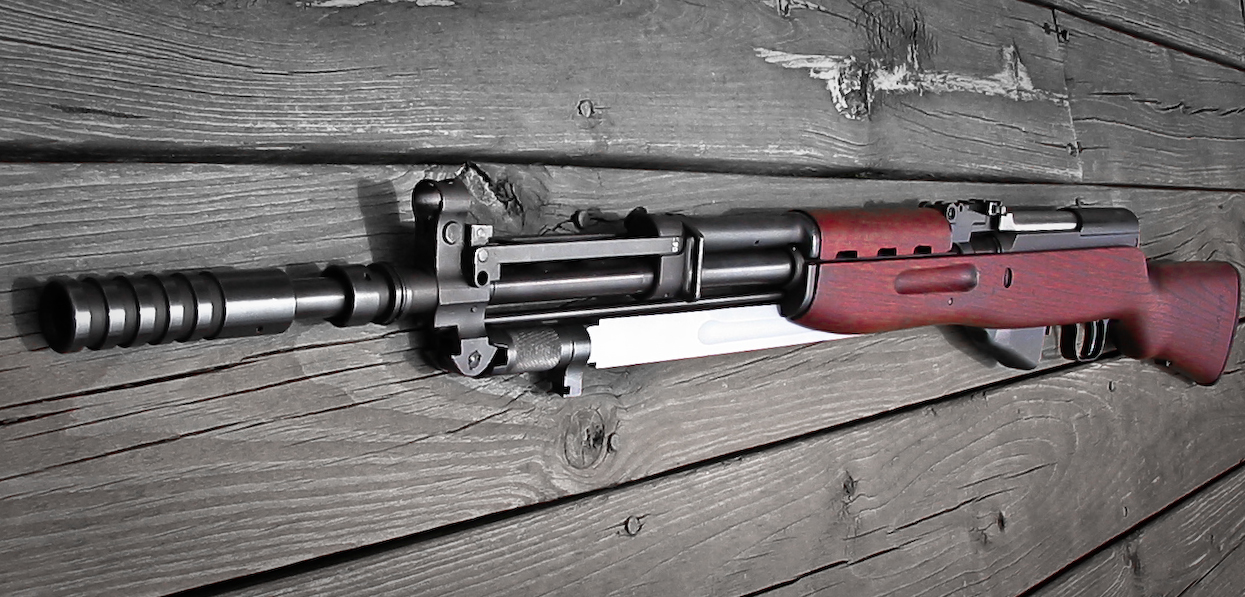
фотоснимок ствола M59/66

- ПАП M59 (также известна под неофициальным названием «паповка») - первая модель обр. 1959 года
- M59/66
- M59/66A1
- M59/66A1 PROTOCOL : версия M59/66, которая имеет хромированные металлические детали и штыки. Используется гвардией вооруженных сил Словении.

## Страны-эксплуатанты

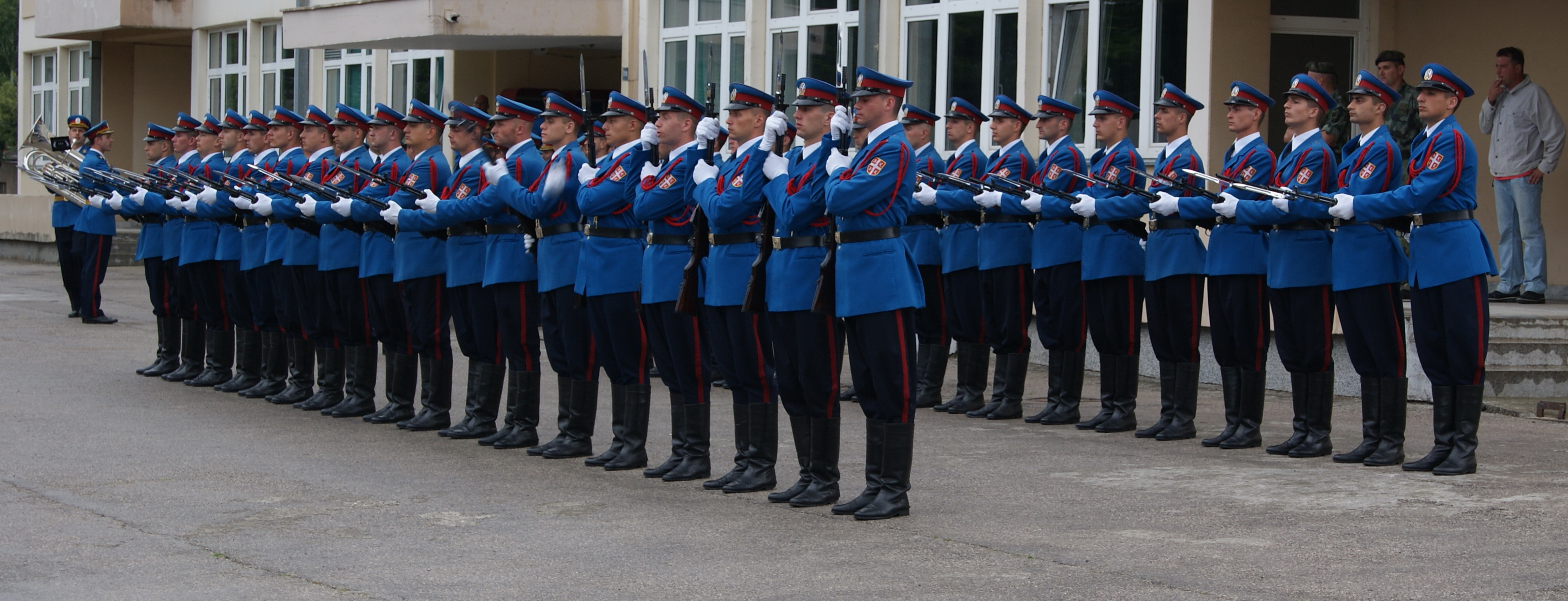
солдаты из батальона почётного караула Сербии с винтовками М59/66 (14 июля 2011)

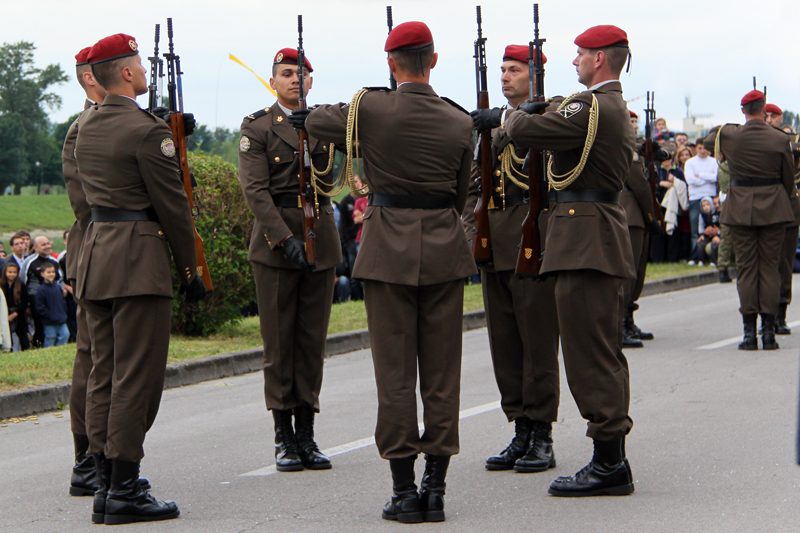
солдаты из батальона почётного караула Хорватии с винтовками М59/66 (28 мая 2011)

- Сербия - на вооружении подразделений почётного караула[4]
- Хорватия — на вооружении батальона почётного караула[5]
- Черногория[6]